# Bogward Dovecot

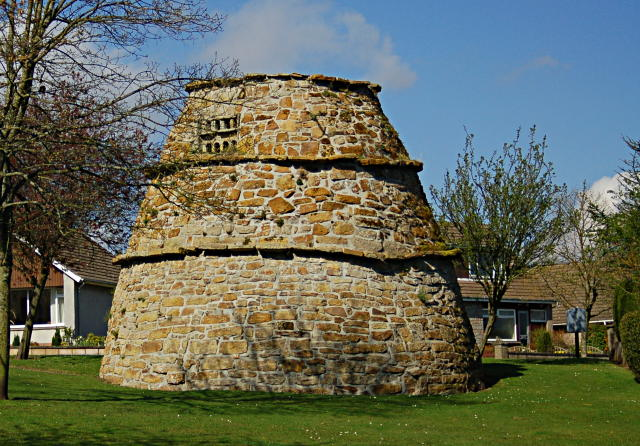
Bogward Dovecot

Bogward Dovecot ist ein Taubenturm in der schottischen Stadt St Andrews in der Council Area Fife. 1971 wurde das Bauwerk als Einzeldenkmal in die schottischen Denkmallisten in der höchsten Denkmalkategorie A aufgenommen.

## Geschichte
Der Taubenturm wurde vermutlich im frühen bis mittleren 16. Jahrhundert errichtet. Im Jahre 1956 wurde sein Gesamtzustand als gut beschrieben, sein Dach war jedoch eingestürzt. Nach seinem Übergang an den St Andrews Preservation Trust um 1960 wurde der Bogward Dovecot restauriert. Dabei wurde unter anderem das Dach instand gesetzt und die Türe erneuert.

## Beschreibung
Der Bogward Dovecot steht im Westen von St Andrews an der nach ihm benannten Doocot Road. Der im Stile einer Bienenkorbhütte gestaltete stumpfe Turm verjüngt sich nach oben. Sein Mauerwerk besteht aus Bruchstein vom Sandstein. Drei schlichte Gesimse gliedern den Turm horizontal. Zwischen den beiden oberen Gesimsen befindet sich Einflugöffnungen für die Vögel. Am Fuße führt eine Holztüre ins Turminnere.